# Шабаб Аль-Халіль
Спортивний клуб «Шабаб Аль-Халіль» або «Шабаб Аль-Халіль» (араб. شباب الخليل‎‎) — палестинський футбольний клуб із міста Хеврон, який виступає в Вест Банк Прем'єр-лізі. Домашні поєдинки проводить на стадіоні «Аль-Хуссейн».

## Історія
Команду було засновано в 1943 році і в даний час він є найстарішим футбольним клубом Прем'єр-ліги Західного берега Йорданії.
Клуб тричі перемагав у національному чемпіонаті, 1982, 1985 та 2016 році, останній титул надав можливість клубу кваліфікуватися для участі в Кубку АФК 2017 року.

## Досягнення
- Вест Банк Прем'єр-ліга (Палестина)
  -  Володар (6): 1979, 1982, 1986, 1999, 2016, 2021

- Кубок Західного берегу
  -  Володар (4): 1978, 1981, 1985, 2013

- Суперкубок Західного берегу
  -  Володар (1): 2013

## Статистика виступів клубу на континентальних турнірах
- Кубок АФК: 1 виступ

2017 - Груповий етап

## Відомі гравці
- Атеф Абу Білал
- Муса Абу Жазар
- Ахмад Абу Нає
- Ала Абу Салех
- Хуссам Абу Салех
- Іяд Абу Гаркуд
- Абдельхамід Абухабіб
- Муамен Агбарія
- Тауфік Алі Абухаммад
- Фахед Аттал
- Абдельатіф Бахдарі
- Раед Фарес
- Хамад Ганаєм
- Алексіс Норамбуена
- Хонатан Кантіллана